# Josef Pieper
Josef Pieper (4. května 1904 Elte nad Emsou, Vestfálsko – 6. listopadu 1997 Münster) byl německý filozof, jeden z významných křesťanských filozofů 20. století.

## Život
Josef Pieper studoval filosofii, práva a sociologii v Münsteru a Berlíně (promoce 1928), čtyři roky byl asistentem ve Výzkumném ústavu sociologie a nauky o organizaci v Münsteru, poté žil přes deset let jako spisovatel na volné noze. 1946 jmenován profesorem filosofie v Essenu; tam působil i po jmenování řádným profesorem filosofické antropologie na univerzitě v Münsteru, kde přednášel až do své smrti. Byl hostujícím profesorem v Berlíně, na univerzitě Notre Dame v Indianě a na Stanfordově univerzitě v Kalifornii. Během života obdržel řadu cen a čestný doktorát teologie. Jeho knihy se vyznačují vynikajícím stylem a srozumitelností; byly přeloženy do patnácti jazyků.

## Dílo
Velká část Pieperova díla je věnována interpretaci Tomáše Akvinského; Pieper nesleduje tolik Tomáše jako historickou postavu, ale spíše jeho myslitelský postoj, který je podle něj aktuální i dnes, a to zejména snahou spojit rozum s vírou, přirozené vědění se zjevenou pravdou, aniž by se jedno kvůli druhému zkracovalo nebo zkreslovalo. Pieper vykládá zejména Tomášovu etiku, ontologii a nauku o pravdě. Základem Tomášovy etiky nejsou podle něj přikázání a povinnosti, nýbrž ctnosti, tj. způsoby zdařilé lidské existence, plného uskutečnění lidských možností. Ve srovnání se školským tomismem Pieper u Tomáše jasněji vidí i "negativní filozofii", tj. přesvědčení, že skutečnost přesahuje všechny pojmy a představy a vposledku je neuchopitelná.
Druhá hlavní větev Pieperova díla je věnována obraně filozofie a filozofického života – života, který je otevřen otázkám po posledních příčinách a nespokojuje se s věděním o tom, co lze ovládnout a použít. Jeho práce o tomto tématu mají kritický náboj; jsou obranou volného času, slavení, hry a kultu a varují před tendencí moderní společnosti stát se totálním světem práce.
Pieper se příležitostně označoval za žáka Romana Guardiniho; celý život se vyrovnával s Platónovými dialogy, podle kterých napsal i několik televizních her. Byl rovněž uznávaným znalcem francouzského existencialismu.

## Citáty
- "Smyslem volného času není, abych mohl pracovat déle, ale abych i v pracovní funkci, která mě omezuje na určitý aspekt reality a činí si nárok jen na jeden určitý díl mé duše, přesto zůstal člověkem, to znamená, abych si rozuměl a realizoval se jako bytost, která je zaměřena na celek skutečnosti."[5]

- "Ctnost je "dovršená schopnost" člověka jako duchovní osoby; a spravedlnost, statečnost a uměřenost dosáhnou ... svého "dovršení" teprve tehdy, když se zakládají na moudrosti, to znamená na "dovršené schopnosti" správného rozhodování vůbec."[6]

- "Theoria existuje jen tehdy, pokud člověk neoslepl vůči tomu udivujícímu faktu, že něco jest. Neboť filozofický údiv se nerozněcuje na tom, co "tu ještě nikdy nebylo", na abnormálním a senzačním; na tom jen otupělé myšlení zakouší jakousi náhražku pravého údivu. Kdo k údivu potřebuje něco neobvyklého, dokazuje tím, že ztratil schopnost dát správnou odpověď na podivuhodnost bytí."[7]

## Výběrová bibliografie
- Grundformen sozialer Spielregeln (Základní formy sociálních pravidel hry), 1933
- Was heisst philosophieren? (Co znamená filozofovat?), 1948
- Wahrheit der Dinge (Pravda věcí), 1948
- Musse und Kult (Prázdeň a kult), 1949
- Über das christliche Menschenbild (O křesťanském obrazu člověka), 1950
- Was heisst akademisch? (Co znamená "akademický"?), 1952
- Philosophia negativa, 1953
- Glück und Kontemplation (Štěstí a kontemplace), 1957
- Thomas von Aquin - Leben und Werk (Tomáš Akvinský – život a dílo), 1958, 1968
- Kümmert euch nicht um Sokrates (Nestarejte se o Sókrata, tři televizní hry) 1966
- Scholastik (Scholastika), 1960
- Zustimmung zur Welt (Přitakání ke světu), 1962
- Was heisst sakral? (Co znamená "sakrální"?), 1988
- Göttlicher Wahnsinn (Božské šílenství), 1989

### Česky vyšlo
- O spravedlnosti, Řím: Křesťanská akademie, 1966.
- Tomáš z Akvina: Dvanáct přednášek, Řím: Křesťanská akademie, 1972.
- Volný čas, vzdělání, moudrost, Praha: Křesťanská akademie, 1992.
- Scholastika: osobnosti a náměty středověké filosofie, Praha: Vyšehrad, 1993.
- Základní formy sociálních pravidel hry, Praha: ISE, 1994.
- Tomáš Akvinský: život a dílo, Praha: Vyšehrad, 1997.
- Ctnosti, Praha: Česká křesťanská akademie, 2000.
- Co znamená filozofovat? Kostelní Vydří: Karmelitánské nakladatelství, 2007.
- O víře - o naději - o lásce, Praha: Krystal OP, 2018.
- Štěstí a kontemplace, Praha: Krystal OP, 2021